# 777 ~Triple Seven~
Albums de AAA
Buzz Communication
(2011) Eight Wonder
(2013)
Singles
777 ~Triple Seven~ est le 7ealbum du groupe AAA, sorti sous le label Avex Trax le 22 août 2012 au Japon. Il atteint la 2e place du classement de l'Oricon. Il se vend à 54 040 exemplaires la première semaine et reste classé pendant 4 semaines, pour un total de 62 076 exemplaires vendus. Il sort en format CD, 2CD mu-mo version, CD+DVD, CD+2DVD ou CD+Blu-ray.

## Liste des titres
| 1.  | 777 opening (777 OPENING) |  |
| 2.  | Charge ▶ Go! |  |
| 3.  | 777 ~We can sing a song!~ |  |
| 4.  | Sailing (SAILING) |  |
| 5.  | Perfect |  |
| 6.  | Lights |  |
| 7.  | Last Love |  |
| 8.  | I$M |  |
| 9.  | Sorry, I... |  |
| 10. | Still Love You |  |
| 11. | Wishes (WISHES) |  |
| 12. | Thank you (39 ver.) |  |
| 13. | We Are! (chanté originellement par Hiroshi Kitadani pour la série japonaise One Piece, le titre est d'ailleurs repris dans le film du remake de l'arc arlong park) (ウィーアー!) |  |
| 14. | Special Summer Medley (SUNSHINE ~ No End Summer ~ Summer Revolution) ((CD vers. et mu-mo vers. seulement))                                                                       |  |

| 1. | Think about AAA 6th Anniversary ~season 13~ |  |
| 2. | Think about AAA 6th Anniversary ~season 14~ |  |
| 3. | Think about AAA 6th Anniversary ~season 15~ |  |
| 4. | Think about AAA 6th Anniversary ~season 16~ |  |
| 5. | Think about AAA 6th Anniversary ~season 17~ |  |
| 6. | Think about AAA 6th Anniversary ~season 18~ |  |
| 7. | Think about AAA 6th Anniversary ~season 19~ |  |
| 8. | Think about AAA 6th Anniversary ~season 20~ |  |
| 9. | Think about AAA 5th Anniversary ~season 21~ |  |

| 1. | Charge ▶ Go! (Music Clip)                      |  |
| 2. | Sailing (Music Clip) (SAILING)                 |  |
| 3. | Still Love You (Music Clip)                    |  |
| 4. | 777 ~We can sing a song!~ (Music Clip)         |  |
| 5. | I$M (Music Clip)                               |  |
| 6. | 777 ~We can sing a song!~ (Music Clip Offshot) |  |
| 7. | I$M (Music Clip Making)                        |  |

| 1. | Documentary film "The road to AAA TOUR 2012 -777- TRIPLE SEVEN" |  |